# Comuna Plavînîșce, Romnî
Plavînîșce (în ucraineană Плавинище) este o comună în raionul Romnî, regiunea Sumî, Ucraina, formată din satele Borozenka, Kononenkove, Plavînîșce (reședința), Senenkove și Zahrebellea.

## Demografie
Componența lingvistică a comunei Plavînîșce
     Ucraineană (97,61%)
     Rusă (2,22%)
     Alte limbi (0,17%)
Conform recensământului din 2001, majoritatea populației comunei Plavînîșce era vorbitoare de ucraineană (97,61%), existând în minoritate și vorbitori de rusă (2,22%).